# Златни храм
Златни храм, такође познат као Хармандир Сахиб, са значењем „пребивалиште Бога” или Дарбар Сахиб, са значењем „узвишени суд”, гурдвара се налази у граду Амрицар, Панџаб, Индија. То је најсветија гурдвара и најважнија локација ходочашћа сикизма.
Храм је изграђен око вештачког базена (саровара) који је 1577. довршио Гуру Рам Дас. Гуру Арјан - пети гуру сикизма, затражио је 1589. године од саја Мир Миан Мохамеда- муслиманског пира из Лахора да положи камен темељац храма. Гуру Арјан је 1604. године ставио копију Ади Грант у Хармандир Сахиб, називајући локацију Ат Сат Тират (дословно. „светилиште 68 ходочашћа”). Овај храм су Сики више пута обнављали након што је постао мета репресалија, и неколико пута су га уништавале муслиманске војске из Авганистана и Могулског царства. На пример, војска коју је предводио Ахмад Шах Абдали, срушила га је 1757. и поново 1762. године, а затим је базен напунила смећем и крвљу крава. Махараџа Ранџит Синг је након оснивања Сикског царства, обновио храм у мермеру и бакру 1809, и обложио свето место златном фолијом 1830. Из тог разлога се назива Златни храм.
Храм је најзначајније духовно светилиште у сикизма. Постао је центар покрета Синга Саба између 1883. и 1920-их. Почетком осамдесетих храм је постао средиште сукоба између индијске владе коју је предводила Индира Ганди, појединих сикских група и милитантног покрета на челу са Џарнајл Синг Биндранвалом који су желили да створе нову нацију звану Калистан. Године 1984. је Индира Ганди послала индијску војску у оквиру операције Плава звезда, што је довело до погибије више од 1.000 милитаната, војника и цивила, као и наношење велике штете храму и уништења Акал Такта. Храмски комплекс поново је обновљен након оштећења из 1984. године.
Хармандир Сахиб је отворена кућа богослужења за све мушкарце и жене, из свих слојева живота и вере. Храм има квадратни план са четири улаза, као и обилазну стазу око базена. Храм је колекција грађевина око светилишта и базена. Једна од њих је Акал Такт, главно средиште верске власти сикизма. Додатне зграде укључују торањ са сатом, канцеларије Гурдварског одбора, музеј илангар - кухињу која води сикска заједници, која нуди једноставан вегетаријански оброк за све посетиоце без дискриминације. Преко 100.000 људи свакодневно посећује ово светилиште ради богослужења. Храмски комплекс номинован је за Унескову светску баштину.

## Номенклатура
Хармандар Сахиб се такође пише као Харимандар, Харимандир, или Хармандир Сахиб. Називају га и Дарбар Сахиб што значи „света аудијенција”, као и Златни храм због свог златном фолијом покривеног центра светилишта. Реч „Хармандир” састоји се од две речи: „Хари”, што научници различито преводе као „Бог” или „Вишну”, и „мандир” што значи храм или кућа. У сикској традицији постоји неколико Гурдвара који се називају „Хармандир Сахиб”, попут оних у Киратпуру и Патни. Од њих се највише поштује онај у Амрицару.

## Повест
Према сикским историјским записима, земљиште које је постало Амрицар и на коме се налази Харимандар Сахиб одабрао је Гуру Амар Дас -трећи гуру сикушке традиције. Тада се он звао Гуру Да Чак. Гуру је затражио од свог ученика Рама Даса да пронађе место за оснивање новог града са вештачким базеном као својом централном тачком. Након што је Рам Дас наследио Гуру Амар Даса 1574. године, и с обзиром на непријатељско противљење са којом се суочио од синова Гуруа Амар Даса, Гуру Рам Дас је основао град који је постао познат под називом Рамдаспур. Он је почео је тако што је комплетирао базен уз помоћ Бабе Буде (којег не треба мешати са Будом будизма). Гуру Рам Дас је изградио свој нови званични центар и дом поред базена. Он је позвао трговце и занатлије из других делова Индије да се настане у новом граду.
Град Рамдаспур се проширио за време Гуруа Арјана финансиран донацијама и изграђиван добровољним радом. Град је прерастао у град Амрицар, а област је прерасла у храмски комплекс. Грађевинску активност између 1574. и 1604. описао је у Махими Пракашу Вартаку, полуисторијском тексту сикске хагиографије, вероватно састављеном 1741. године, и најранијем познатом документу који се бавио животима свих десет Гуруа. Гуру Арјан је 1604. поставио нови спис о сикизму у новом храму. Nastavljajući napore Gurua Ram Dasa, Гуру Арјан је успоставио Амрицар као примарну сикску ходочасничко одредиште. Он је написао велику количину сикхских списа, укључујући популарни Сукмани Сахиб.